# Monopatín

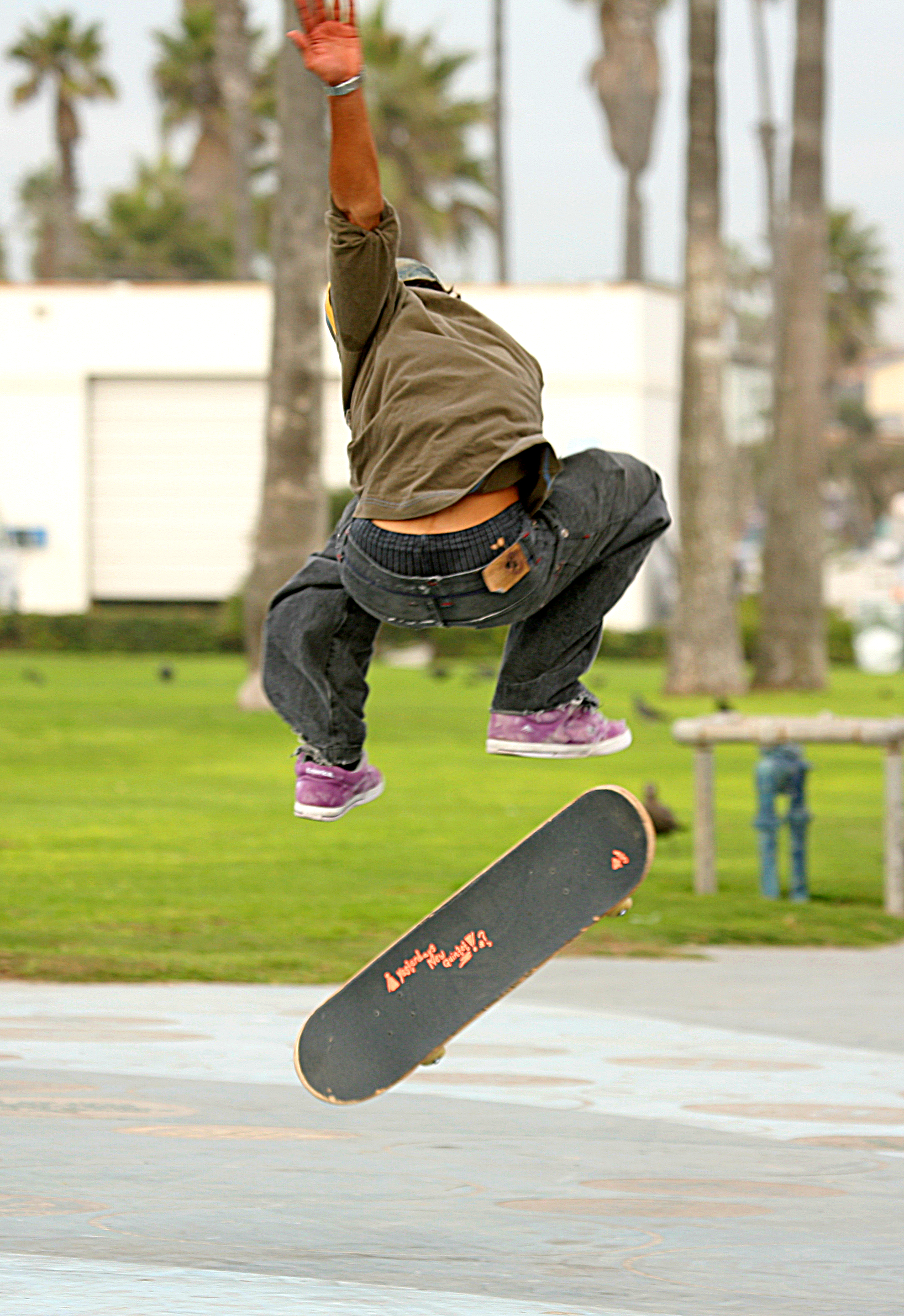
Patinador haciendo un hard-flip

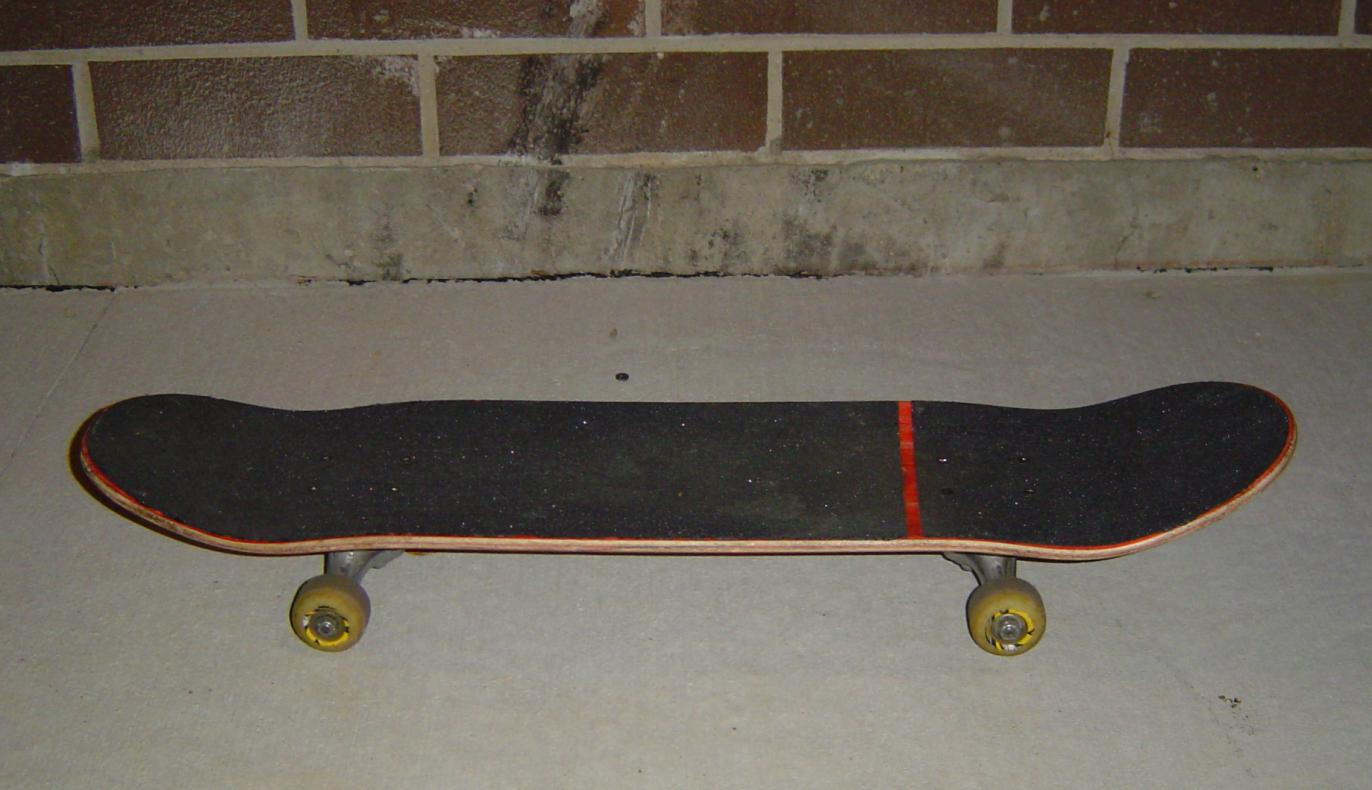
Ejemplo de monopatín o patineta.

El monopatín, también conocido como patineta, skate, skateboard o tabla de patinaje, es un vehículo que consiste en una tabla de madera alargada con 2 concavidades una al frente y otra detrás y cuatro ruedas en pareja que sirve para practicar el deporte llamado monopatinaje. Para usarlo se debe montar de pie encima de él e impulsarse con una de las piernas. Cada par de ruedas tiene un eje que se sujeta con un vástago flexible ligeramente inclinado a la tabla, lo que permite hacer giros por inclinación de la tabla a un lado o a otro, y el movimiento de giro suave de los ejes que conlleva. La tabla sirve para hacer saltos y distintos tipos de trucos, como por ejemplo kickflips, ollies, 180º y otros.
Fue inventada en 1963 en Malibú (California, Estados Unidos) por Jack Ferrà y Phil Lyaakoubi como sustituto a la tabla de surf en tierra. Quitaron las ruedas a unos patines, se las pusieron a una tabla de madera y llamaron a su invento Surf Roll.

## Historia
El monopatín surge en la década de los 50, aunque comenzaron a ser manufacturadas por las fábricas en 1959, no hay nadie que sea reconocido como su creador. En sus comienzos se le conocía como "Sidewalk surfing" (surf de acera) ya que nació como una sustitución para los surfistas californianos cuando no había olas. 
En el año 1963, los monopatines tenían ruedas de caucho, las cuales no tenían buena adherencia con el asfalto, lo cual provocó montones de choques y accidentes. En los años 70, los fabricantes empezaron a usar ruedas de uretano, como las que se usaban en los patines de bota, lo cual daba a los conductores más tracción con el pavimento.

### Nace el "Ollie"
El Ollie surgió por primera vez en 1976. Este truco básico del monopatín fue nombrada por Alan “Ollie” Gelfand, quien fue el primer patinador que usó su pie trasero para patear la cola del monopatín para luego saltar.

### Surge en la escena el "Hawk"
Tony Hawk es tal vez el nombre más conocido en la historia del monopatín, y su llegada a la escena ayudó a convertir al monopatín en lo que es en la actualidad. Desde que empezó a patinar a la edad de 14 años.

### Afición y deporte
El monopatinaje es una actividad individual en evolución. Desde el año 2000, debido a la atención en los medios de comunicación y productos como videojuegos de patinaje sobre tabla, monopatines para niños y comercialización, el skateboarding se ha convertido en la corriente principal. A medida que se ha invertido más interés y dinero en esta práctica, hay más instalaciones dedicadas a la práctica del patinaje sobre tabla y mejores patinetas disponibles. Además, el interés continuo ha motivado a las empresas de skate a seguir innovando e inventando cosas nuevas. El monopatinaje apareció por primera vez en los Juegos Olímpicos de Tokio 2020.

## Partes del monopatín
- Tabla: estas pueden estar hechas de diferentes formas y de diferentes tamaños, aunque las más comunes son las de madera de arce.
- Lija: esta es la parte que se sirve para poder agarrarse bien, generalmente son negras pero hay de diferentes colores y hasta con patrones de colores.
- Ejes: estos son los que sostienen las ruedas; pueden ser de distintos tamaños y materiales, aunque los más comunes últimamente son de titanio.
- Base: estas son la parte que unen los ejes con la tabla, generalmente son de titanio y del mismo color que los ejes.
- Elevadores: estos van entre las bases y la tabla para que pueda botar más y no se gasten tanto ni la tabla ni los ejes de los pares de ruedas; pueden ser de distintos colores y diferentes diseños para su capacidad de apoyar la tabla.
- Tornillos: estos son los que sostienen los ejes y pueden ser de distintos materiales.
- Rodamientos: estos van entre las ruedas y los ejes y sirven para que puedan girar las ruedas, pueden ser de diferentes colores y diferentes rodamientos, que dependiendo de la marca y el número de los rodamientos pueden afectar a la velocidad.
- Ruedas: estas pueden ser de diferentes materiales, colores y medidas para acomodarse al uso y modalidad de práctica.

### Tabla
La parte de atrás de la tabla se denomina cola, y la parte de delante recibe el nombre de nariz o punta. Las tablas tienen una forma especialmente diseñada para el monopatín. Un aspecto a tener en cuenta son las medidas, en especial el ancho de la tabla, según el tipo de monopatín a practicar.
Las características de una tabla de skate son variadas y confieren diferencias en la estabilidad, el maniobrabilidad y la agilidad con las que puede controlarse.

#### Material
Actualmente la mayoría de las tablas están hechas de siete láminas de madera, generalmente de arce canadiense, aunque algunas están fabricadas de roble tratado especialmente para que resista y no pese en exceso.
Las tablas de madera de arce y en menor medida las de guatambú y de arce duro, proveen la mejor respuesta, y a la vez la madera es el material más común para las tablas. Los monopatines de plástico tienen una gran durabilidad, pero no responden tan bien como los de madera. También hay tablas hechas de aluminio y fibra de vidrio. Las tablas más usadas actualmente son las de arce canadiense, las de guatambú (madera más resistente) las cuales están compuestas por siete láminas, o las de roble, y otros distintos tipos de maderas.
Pueden encontrarse modelos de tablas de diferentes materiales como de madera de arce, fibra de vidrio e incluso fibra de carbono, todos materiales combinables, para reforzar sobre todo la zona en la que se apoyan los ejes; este sistema se llama soporte de impacto y se puede encontrar en tablas de la marca estadounidense Almost. Actualmente las capas de la tabla, que suelen ser siete u ocho se pegan entre sí con resina epoxi, lo que posibilita usar menos pegamento dada su fortaleza, redundando en el menor peso de la tabla. Hay disponibles diferentes longitudes, anchos, así como con diferentes formas en la punta, la cola y los bordes.

#### Longitud
Para el monopatín tradicional y estilo callejero se opta por tablas menores a 33 pulgadas (84 cm) de longitud. Para otros usos, como por ejemplo paseos, se eligen tablas de skate de 35 pulgadas de longitud (89 cm). Patinadores más pequeños deberían elegir tablas más cortas para conseguir mejor control.
Hay tablas de mayor medida en longitud, llamadas tablas largas (longboard) o patines largos (longskate). El tipo más popular de longboard es el que se utiliza para el patinaje de descenso. No es apto para los trucos de los otros estilos de patinaje, y está diseñado para el control a gran velocidad.

#### Ancho
El ancho de la mayoría de los skates está entre19 y 21 cm. Las tablas más anchas (más de 20 cm) proveen mayor estabilidad, balance y control para las superficies de transición en el andar, las cuales incluyen rampas como las medias, ollas, y bowls o fosos. 
Los skates más estrechos o angostos (menos de 20 cm) ofrecen más maniobrabilidad para los trucos de skate y volteo (flip). Se quiere una tabla más angosta para practicar el estilo callejero, o para un andar técnico, que incluye volteos, trucos, deslizamientos, railes, hacer quiebros y bordes.
Una tabla destinada a trucos o street puede ser de entre 7,5 a 7,8 pulgadas. Las tablas de 7,5 y por debajo son estrechas, recomendadas para los más pequeños. También cuanto más estrecha o pequeña sea una tabla más fácil será hacer trucos, pero más difícil finalizarlos y caer de forma correcta. Las de 7,75 son las más comunes y la medida más popular. 
Para patinaje en pistas de patinaje con grandes medios tubos, una tabla de entre 7,87 a 8,25 pulgadas suele ser la adecuada. Estas tablas son tan anchas que no serían recomendables para personas de tamaño y peso más bien reducido, personas que midan, aproximadamente 1,50 m y pesen alrededor de 40 kg, pues los trucos serán difíciles de hacer.
Una tabla de 20 cm puede utilizarse como una mezcla de callejero y un skate más de transición, como un compromiso entre estabilidad y maniobrabilidad.
A pesar de lo comentado cada patinador tiene sus preferencias en cuanto a las medidas de su tabla o monopatín.

#### Forma
La mayoría de los monopatines son cóncavos, es decir, tienen la nariz o punta, cola y bordes levantados. Cuanto más cóncavo sea un monopatín, más agresivos pueden ser los movimientos y los trucos que se hagan. 
También existen monopatines diseñados para terrenos no asfaltados (tabla de montaña), como vías pecuarias, prados, suelos rocosos, y otros terrenos naturales por los que se puede rodar. Son de gran tamaño y estabilidad y las ruedas pueden superar el palmo de diámetro, incluso ser del tipo neumático con cámara de aire. Y es muy bueno para hacer ejercicio

### Ejes
Hay varios tipos de ruedas y ejes para todo tipo de terrenos y diferentes clases de andar o de estilos. El magnesio es el material más utilizado. Los ejes son de cromo.
Los ejes son dos y van acoplados a los lados, sin llegar a los extremos. Generalmente están hechos de calamina (que es una aleación del aluminio, sólo que aún menos pesada).
Los ejes del monopatín sostienen las ruedas a la tabla y sirven para realizar los giros, dado que poseen un par de gomas flexibles que permiten que los mismos se puedan efectuar. El ensamblado de los ejes con la tabla requiere diversos componentes, que se pueden cambiar y comprar por separado, tales como el tornillo principal, gomas o chapas, etc.
Llevan dentro el tornillo principal, que es un «espárrago» de hierro de 1/2 (medida estadounidense que equivale a 12,5 mm), donde se acoplan las dos gomas, y pasa por un agujero que hay en el eje para poder apretarlo con las tuercas.
La mayoría de los ejes de monopatín están en un rango de 4,75 a 5,5 pulgadas (12-14 cm) y pesan entre 10 y 13 onzas (310-400 g). La medida del tornillo principal es de 14 mm. 
Un eje más grande confiere mayor estabilidad; sin embargo, cuanto más grande sean los ejes, más pesados serán. Algunos fabricantes han encontrado maneras de aligerar el eje manteniendo la estabilidad con aleaciones ligeras como las de titanio.
Existe también una categoría que asimila la tecnología de suspensión y la incorpora a un diseño estable. Las placas de la base rígidas permiten una compresión antes de trucos que lanzan, una vez que el 'pop' y la compresión precargada se libera, la energía es expulsada en la cubierta.

### Ruedas
Son cuatro y van adosadas a ambos extremos de los ejes, y están hechas de un material llamado uretano.
Al elegir un set de ruedas de monopatín, debe considerarse el tamaño y la dureza. La mayoría de las ruedas tienen un “durómetro”, pero puedes comprar unas de “durómetro dual”, las cuales poseen un centro, o núcleo, más duro rodeado por un área de superficie de contacto más blanda. También existen las ruedas de uretano, ruedas especiales para el estilo callejero.

#### Tamaño
- Calle: si se quiere practicar el callejero, hacer bordillos, aceras y buscar puntos mientras se patina por las calles, las ruedas que se adaptan mejor son las de entre 48 mm y 54 mm. Se eligen las de 48 mm si se es de baja estatura (menos de 1,65m) y delgado. Si se tiene estatura media se recomiendan las ruedas de 50 mm o 52 mm. Si se es alto, mejor las de 54 mm.

- Pistas de patinaje: si se quiere ir a una pista de patinaje y pasar allí horas con las rampas y otros módulos, las ruedas ideales son las de entre 52 mm y 54 mm.

- Fosos (bowls): si se opta por los fosos entonces las ruedas deben ser las de entre 56 mm y 60 mm.

- Tabla larga: si se buscan ruedas para una tabla larga, se ha de buscar a partir de 60 mm.

#### Dureza
Normalmente, cuanto más grande sea la rueda, mayor es su dureza, y a más pequeña suele ser, más blanda. Las ruedas duras se utilizan en suelos lisos como los parques de patinaje, y las ruedas blandas para hacer street en suelos rugosos como la calle.
- Ruedas de patín 87A: son una buena elección para patines largos, paseos, pendientes. Muy buenas para superficies irregulares.
- Ruedas de patín 95A: ideales para un estilo callejero en el que no perder el control en baches.
- Ruedas de patín 97A: buenas performances en todo tipo de superficies lisas, como parques, rampas y ollas.
- Ruedas de patín 100A: usadas por expertos. Son ruedas muy duras con poca tracción especial para lugares rocosos.

### Lija
Va pegada justo encima de la tabla. La lija sirve para proporcionar el "agarre" que se requiere para realizar los trucos. Cuando se dice "agarre" se refiere a la tracción entre el calzado y la tabla, para poder controlar el monopatín. 

### Tornillos
Para el monopatín se necesitan cuatro tornillos para cada eje con sus respectivas tuercas para mantener los ejes y la tabla unidos (estos tornillos suelen ser de "hierro acerado" que es un material entre el hierro y el acero), dos tuercas en cada eje para que no se desprendan las ruedas. Estas tuercas son enroscadas en el mismo eje, y finalmente el tornillo con su tuerca del tornillo principal (uno en cada eje).

## Tipos de tablas

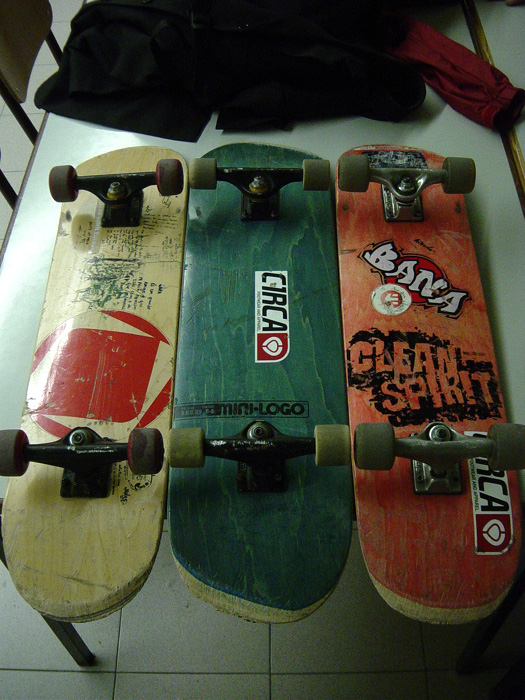
Tres monopatines.

### Tablas de descenso o tablas largas
Son las más adecuadas para descender por cuestas asfaltadas. De este tipo de tablas nació el trineo de asfalto cuando los patinadores comenzaron a tumbarse en las tablas para alcanzar mayor velocidad.

### Tablas de calle
Están preparadas con más láminas de madera que las normales para evitar roturas inminentes de la tabla y poseen unos ejes más recubiertos de metal para facilitar su deslizamiento por superficies ásperas.
Éstas necesitan una especial dureza en sus ejes debido a que en las caídas requieren mayor soporte, y de no poseerlo es necesario aumentarle la dureza a tales 'soportes de ruedas' para evitar su deformación mediante golpes abruptos a sus laterales, o en maniobras como cambiar de raíl con volteo y una media vuelta, que el aterrizado las puede deformar bastante, o al parar en un pasamanos con la mano y empujando de lado que su particular posición puede llegar a deformarlas muy significativamente.